# Nigerianische Streitkräfte
Die nigerianischen Streitkräfte (englisch: Nigerian Armed Forces) sind das Militär der Bundesrepublik Nigeria. Das Militär hat aktives Militärpersonal in drei Waffengattungen, zusammen ungefähr 143.000 reguläre Soldaten und 80.000 Paramilitärs.

## Geschichte
Die Ursprünge des nigerianischen Militärs liegen bei den Royal West African Frontier Forces, die 1960 während des Unabhängigkeitsprozesses nigerianisch wurden.
1956 wurde das Nigeria Regiment der Royal West African Frontier Force (RWAFF) in Nigerian Military Forces, RWAFF umbenannt, und im April 1958 übernahm die Kolonialregierung von Nigeria die Kontrolle der Streitkräfte vom britischen War Office. Es gibt eine starke Tradition von Militärrevolten und Staatsstreichen in Nigeria; zwischen 1966 und 1999 fanden zehn Militärputsche in Nigeria statt.
Seit seiner Gründung hat das nigerianische Militär in einem Bürgerkrieg gefochten – dem Biafra-Krieg 1967–1970 – und es sandte zusammen mit den Vereinten Nationen Friedensmissionskräfte ins Ausland, als Rückgrat der von den ECOWAS-Staaten (Westafrikanische Union) gestellten Friedenstruppen in Liberia und Sierra Leone.
Das Militär hatte mit Militärjuntas zweimal die Staatsgewalt inne, von 1966 bis 1979 und von 1983 bis 1998.
Das Militär ist heute in alle Facetten des nigerianischen Wirtschafts- und Soziallebens involviert, einschließlich der Manipulation der Nationalpolitik – ein Ergebnis von General Sani Abachas Erschaffung künstlicher politischer Parteien. Es spielt eine zentrale Rolle in der Kontrolle und Bewirtschaftung von Nigerias Ölreichtum.
In der Nachfolge des Bürgerkrieges verbrauchte das stark expandierte Militär, mit etwa 250.000 Personen um 1977, einen großen Anteil der Ressourcen Nigerias für wenig produktive Dinge. Die große Ausdehnung des Militärs während des Bürgerkriegs untergrub jedoch die klassische soziale Aufteilung der nigerianischen Gesellschaft; und so spielte das Militär zum einen eine wichtige und wertgeschätzte Rolle als „Erster unter Gleichen“ bei der Angleichung der Lebensverhältnisse in ganz Nigeria, zum anderen trat hiermit verbunden ein Niedergang der militärischen Effektivität ein.
Olusegun Obasanjo, der 1999 Präsident wurde, benannte diese Tatsache in seiner Antrittsrede: „die Professionalität ist verlorengegangen... mein Herz blutet, wenn ich den Niedergang in der Leistung des Militärs sehe.“
Nigeria sendet zwecks Training viele Offiziere nach Pakistan, insbesondere zu Institutionen wie der Pakistan Military Academy, zum Command and Staff College in Quetta und zur National Defence University in Islamabad. Trainingseinheiten in Nigeria beinhalten die Offiziers-Grundausbildung bei der Nigerian Defence Academy in Kaduna, das Armed Forces Command and Staff College in Jaji und das National Defence College in Abuja. Die US-amerikanische Militärfirma Military Professional Resources Inc. war um 1999–2000 in die Ausbildung und Entwicklung von Verbindungen zwischen dem zivilen und dem militärischen Sektor involviert.

## Gesetzliche Grundlage
Die Funktionen der Streitkräfte sind in der Verfassung beschrieben. Die Verteidigung der nationalen Integrität und andere Kernpunkte des nationalen Interesses bilden den Hauptteil der Aufgaben des Militärs. Der Abschnitt 217 der nigerianischen Verfassung von 1999 legt bezüglich der nigerianischen Streitkräfte fest:
- (1) There shall be an armed forces for the Federation which shall consist of an army, a navy, an air force and such other branches of the armed forces of the Federation as may be established by an Act of the National Assembly. (Es möge Streitkräfte für die Föderation geben, die aus einem Heer, einer Marine, einer Luftwaffe und aus solchen anderen Teilstreitkräften für die Föderation bestehen mögen, die von der National Assembly mittels einer gesetzlichen Verordnung eingerichtet werden können.)
- (2) The Federation shall, subject to an Act of the National Assembly made in that behalf, equip and maintain the armed forces as may be considered adequate and effective for the purpose of – (Die Föderation möge, mittels einer diesbezüglichen gesetzlichen Verordnung der National Assembly, die Streitkräfte ausstatten und erhalten, in einer Weise, die als angemessen und wirksam angesehen werden kann, um –)
- (a) defending Nigeria from external aggression; (Nigeria gegen einen Angriff von außen zu verteidigen;)
- (b) maintaining its territorial integrity and securing its borders from violation on land, sea, or air; (seine territoriale Integrität zu erhalten und seine Grenzen gegen Verletzungen zu Lande, zu Wasser und in der Luft zu sichern;)
- (c) suppress insurrection and act in aid of civil authorities to restore order when called upon to do so by the President but subject to such conditions as may be prescribed by an Act of the National Assembly; (einen Aufruhr zu unterdrücken und in Unterstützung der zivilen Staatsgewalt zu handeln, um die öffentliche Ordnung wiederherzustellen, falls sie dazu vom Präsidenten aufgerufen werden, jedoch unter Bedingungen, die von der National Assembly gesetzlich verordnet werden können.)
- (d) perform such other functions as may be prescribed by an act of the National Assembly. (solche weiteren Funktionen auszuüben, die die National Assembly gesetzlich vorschreiben kann.)
- (3) The composition of the officer corps and other ranks of the armed forces of the Federation shall reflect the federal character of Nigeria. (Die Zusammensetzung des Offizierskorps and anderer Ränge der Streitkräfte der Föderation möge den föderalen Charakter Nigerias widerspiegeln.)

## Heer
Das Nigerianische Heer (NA, Nigerian Army) ist die Landstreitkraft der Nigerianischen Streitkräfte und die größte Teilstreitkraft unter den Waffengattungen.
Ausgerüstet wird die Nigerianische Armee von der staatlichen Rüstungsfirma DICON.
Die Nigerianische Armee ist in 8 Divisionen gegliedert.
- 1. Division (Mechanisierte Infanterie) in Kaduna
- 2. Division (Mechanisierte Infanterie) in Ibadan und Benin City
- 3. Panzerdivision  ist in Jos stationiert.
- 6. Division (amphibisch) in Port Harcourt
- 7. Division wurde 2013 zum Kampf gegen Boko Haram aufgestellt. Ihr Sitz ist Maiduguri.
- 8. Division in Sokoto.[10]
- 81. Division (amphibisch) in Lagos
- 82. Division (Luftlandeeinheit) in Enugu

Die Opposition in Nigeria warf 2014 der Regierung und dem Militär im Kampf gegen Boko Haram totales Versagen vor.
Die Armee sei in einem verrotteten Zustand. Disziplin und Moral der Soldaten seien schlecht, auch deshalb, weil die Soldaten oft wochenlang auf ihren Sold warten müssten. Die Ausrüstung des Militärs sei verwahrlost und die interne Kommunikation chaotisch. Bestechliche Offiziere würden mit Boko Haram kollaborieren. Im Mai 2014 wurde gegen neun Generäle wegen Waffenverkäufen an Boko Haram ermittelt.
In den folgenden Jahren wurde die Armee Nigerias mit chinesischer und türkischer Hilfe sowohl quantitativ, als auch qualitativ ausgebaut.
So wurde 2024 eine eigene Heeresluftwaffe mit Sitz in Minna ins Leben gerufen, nachdem Differenzen zwischen Heer und Luftwaffe Einsätze gegen verschiedene Terrorgruppen erschwerten.
Sie umfasst 12 Hughes OH-6 Hubschrauber, 10 Bayraktar TB2-Drohnen und 8 bewaffnete Leichtflugzeuge Magnus MF-212. Diese Luftfahrzeuge werden zusammen in einem großen Hangar stationiert, was Wartung und Einsatzbereitschaft erleichtern soll.

### Ausrüstung
Ausgerüstet ist die Armee unter anderem mit:

#### Fahrzeuge
| Typ                   | Herkunft                     | Funktion                | Version                | Anzahl  | Anmerkung                      |
| --------------------- | ---------------------------- | ----------------------- | ---------------------- | ------- | ------------------------------ |
| T-55                  | Sowjetunion                  | Kampfpanzer             |                        | 100     | vermutlich nicht einsatzbereit |
| T-72                  | Sowjetunion                  | Kampfpanzer             | AV M1                  | 10 31   |                                |
| Vickers MBT           | Vereinigtes Königreich       | Kampfpanzer Bergepanzer | Mk 3 ARV               | 173 15  |                                |
| VT-4                  | Volksrepublik China          | Kampfpanzer             |                        | 2+      |                                |
| FV101 Scorpion        | Vereinigtes Königreich       | Leichter Panzer         |                        | 154     |                                |
| ST1                   | Volksrepublik China          | Sturmgeschütz           |                        | 3+      |                                |
| Panhard AML           | Frankreich                   | Spähpanzer              | AML-60 AML-90          | 88 40   |                                |
| EE-9 Cascavel         | Brasilien                    | Spähpanzer              |                        | 70      |                                |
| ERC-90                | Frankreich                   | Spähpanzer              | F1 Lynx                | 45      |                                |
| FV721 Fox             | Vereinigtes Königreich       | Spähpanzer              |                        | 50      |                                |
| Alvis Saladin         | Vereinigtes Königreich       | Spähpanzer              | Mk 2                   | 20      |                                |
| Véhicule Blindé Léger | Frankreich                   | Spähpanzer              |                        | 72      |                                |
| BTR-4                 | Ukraine                      | Schützenpanzer          | EN                     | 10      |                                |
| BVP-1                 | Tschechoslowakei             | Schützenpanzer          |                        | 22      |                                |
| Saurer                | Österreich                   | Mannschaftstransporter  |                        | 249     |                                |
| MT-LB                 | Sowjetunion                  | Mannschaftstransporter  |                        | 65      |                                |
| FV603 Saracen         | Vereinigtes Königreich       | Mannschaftstransporter  |                        | 10      |                                |
| AVGP Grizzly          | Kanada                       | Mannschaftstransporter  |                        |         |                                |
| BTR-3                 | Ukraine                      | Mannschaftstransporter  | UN                     |         |                                |
| BTR-80                | Sowjetunion                  | Mannschaftstransporter  |                        | 5       |                                |
| EE-11 Urutu           | Brasilien                    | Mannschaftstransporter  |                        |         | berichtet                      |
| Ezugwu                | Nigeria                      | Mannschaftstransporter  |                        | 6       |                                |
| BAE Caiman            | Vereinigte Staaten           | MRAP                    |                        | 14      |                                |
| Conqueror             | Nigeria                      | MRAP                    |                        |         |                                |
| CS/VP3                | Volksrepublik China          | MRAP                    |                        |         |                                |
| Marauder              | Südafrika                    | MRAP                    |                        |         |                                |
| International MaxxPro | Vereinigte Staaten           | MRAP                    |                        | 7+      |                                |
| Proforce Ara-1        | Nigeria                      | MRAP                    |                        | 8       |                                |
| Proforce Ara-2        | Nigeria                      | MRAP                    |                        | 13      |                                |
| REVA III              | Südafrika                    | MRAP                    |                        | 23      |                                |
| Streit Group          | Vereinigte Arabische Emirate | MRAP                    | Spartan Cougar Typhoon | 10 9 25 |                                |
| Otokar Cobra          | Türkei                       | Mehrzweckfahrzeug       |                        | 107     |                                |
| AVGP                  | Kanada                       | Bergepanzer             | Husky                  |         |                                |
| Greif                 | Österreich                   | Bergepanzer             |                        | 2       |                                |
| MTU-20                | Sowjetunion                  | Brückenlegepanzer       |                        |         |                                |

#### Flug- und Panzerabwehr
| Typ             | Herkunft               | Kaliber | Funktion                            | Version | Anzahl | Anmerkung           |
| --------------- | ---------------------- | ------- | ----------------------------------- | ------- | ------ | ------------------- |
| Shershen        | Belarus                |         | Panzerabwehrlenkwaffe               |         |        |                     |
| FFV Carl Gustaf | Schweden               | 84 mm   | Rückstoßfreie Panzerabwehrhandwaffe |         |        |                     |
| M40             | Vereinigte Staaten     | 105 mm  | Rückstoßfreies Geschütz             | A1      |        |                     |
| Roland          | Frankreich Deutschland |         | Flugabwehrsystem                    |         | 16     |                     |
| Blowpipe        | Vereinigtes Königreich |         | Flugabwehrrakete                    |         |        |                     |
| 9K32 Strela-2   | Sowjetunion            |         | MANPADS                             |         |        | vermutlich veraltet |
| ZSU-23-4 Shilka | Sowjetunion            |         | Flugabwehrpanzer                    |         | 29     |                     |
|                 |                        | 20 mm   | Flugabwehrkanone                    |         | 60+    |                     |
| ZU-23           | Sowjetunion            | 23 mm   | Flugabwehrkanone                    |         |        |                     |
| L/70            | Schweden               | 40 mm   | Flugabwehrkanone                    |         |        |                     |

#### Artillerie
| Typ                       | Herkunft            | Kaliber | Funktion          | Anzahl | Anmerkung |
| ------------------------- | ------------------- | ------- | ----------------- | ------ | --------- |
| SH5                       | Volksrepublik China | 105 mm  | Selbstfahrlafette | 4+     |           |
| SH2                       | Volksrepublik China | 122 mm  | Selbstfahrlafette |        |           |
| Palmaria                  | Italien             | 155 mm  | Panzerartillerie  | 39     |           |
| Gebirgshaubitze Modell 56 | Italien             | 105 mm  | Haubitze          | 49     |           |
| D-30 D-74                 | Sowjetunion         | 122 mm  | Haubitze          | 48     |           |
| M-46                      | Sowjetunion         | 130 mm  | Kanone            | 7      |           |
| FH-77B                    | Schweden            | 155 mm  | Haubitze          | 24     |           |
| BM-21 Grad                | Sowjetunion         | 122 mm  | Raketenwerfer     | 9      |           |
| APR-21                    | Rumänien            | 122 mm  | Raketenwerfer     | 25     |           |
| RM-70                     | Tschechoslowakei    | 122 mm  | Raketenwerfer     | 7      |           |

Des Weiteren stehen dem Heer mehr als 330 Mörser zur Verfügung.

## Marine
Die Nigerianische Marine (NN, Nigerian Navy) ist die Seestreitkraft der nigerianischen Streitkräfte. Die Marine-Kommandostruktur besteht aus dem Marine-Hauptquartier, dessen Basis sich in Abuja befindet, zwei operationalen Kommandos mit Hauptquartieren in Lagos und Calabar, zwei Trainingskommandos mit Hauptquartieren in Lagos, jedoch mit Trainingsgeländen über ganz Nigeria verteilt, zwei Operationsbasen, fünf vorgelagerten Operationsbasen (die in Kürze um zwei weitere vergrößert werden sollen), zwei Werften in Lagos und Port Harcourt und zwei Flottenbasen in Lagos und Calabar.
1984 übernahm Blohm + Voss den Bau der Marinebasis Wilmot Point. 1987 wurde ein erster Teil der Werftanlagen mit dem Ausbildungszentrum offiziell eingeweiht. B+V war seit 1985 auch mit der Schulung von Werftpersonal tätig. In rund 300 Containern wurde das Material für eine Schiffbau- und Stahlbauhalle, einen moderner Maschinen-Prüfstand, Elektro- und Elektronikwerkstätten, ein Labor zur Werkstoffprüfung, Krananlagen und anderes Material nach Nigeria verschifft. Am 28. August 1990 weihte der damalige nigerianische Staatschef, General Babangida, die Gesamtanlage von Wilmot Point ein. Die Marine hat einschließlich der Küstenwache 7.000 Mann unter Waffen.

### Bekannte Schiffe
- Aradu (F89), Fregatte, bei Blohm + Voss auf Kiel gelegt, seit 1982 mehr oder minder im Einsatz bei der NN.
- Thunder (F90), ehemaliges US-Coast-Guard-Schiff, 2011 von der NN gekauft.

### Einsätze
Die NN war an dem gewaltlosen Ausgang einer Geiselnahme durch Piraten 2010 beteiligt. Seeräuber hatten die BBC Polonia vor dem Nigerdelta geentert und dabei eines der zwölf Besatzungsmitglieder verletzt. Marinesoldaten hatten noch am Abend des Kidnappings das verlassene Schiff gesichert.

## Luftwaffe

Rondell der nigerianischen Luftwaffe

Die Nigerianische Luftwaffe wurde formal im Januar 1964 gegründet, mit technischer Unterstützung aus Deutschland. Die Luftwaffe begann ihr Dasein als Transporteinheit mit einer Crew von Piloten, die in Kanada, Äthiopien und Indien trainiert worden waren. Die Luftwaffe verfügte über keine Kampfkraft, bis 1966 die Sowjetunion eine Anzahl von MiG-17 lieferte.
2007 hatte die Luftwaffe eine Stärke von 10.000 Mann. Sie fliegt Transportflugzeuge, Trainingsflugzeuge, Hubschrauber und Kampfflugzeuge, zu denen das International Institute for Strategic Studies bemerkt, dass sie „von sehr begrenzter Operationsfähigkeit“ seien.
Ende 2014 wurde gemeldet, dass Nigeria 25–40 Kampfflugzeuge des Types Chengdu FC-1 von Pakistan kaufen wird, welche die bisherigen veralteten Kampfflugzeuge Chengdu J-7 ersetzen sollen.
Die Luftwaffe sponsert die Air Force Military School in Jos.
Nigeria hat eine Politik eingeschlagen, militärisches Training und militärische Produktionskapazitäten im Lande aufzubauen. Nigeria setzt eine strikte politische Strategie der Diversifikation militärischer Beschaffung aus verschiedenen Ländern ein.

## Andere Einheiten
Es gibt eine gemeinsame Einheit in der Region Niger-Delta, die Restore Hope genannt wird. Das Hauptquartier der Gemeinsamen Einheiten („Joint Forces“) JTF HQ ist in Yenagoa ansässig.

## Nigerianische Streitkräfte außer Landes

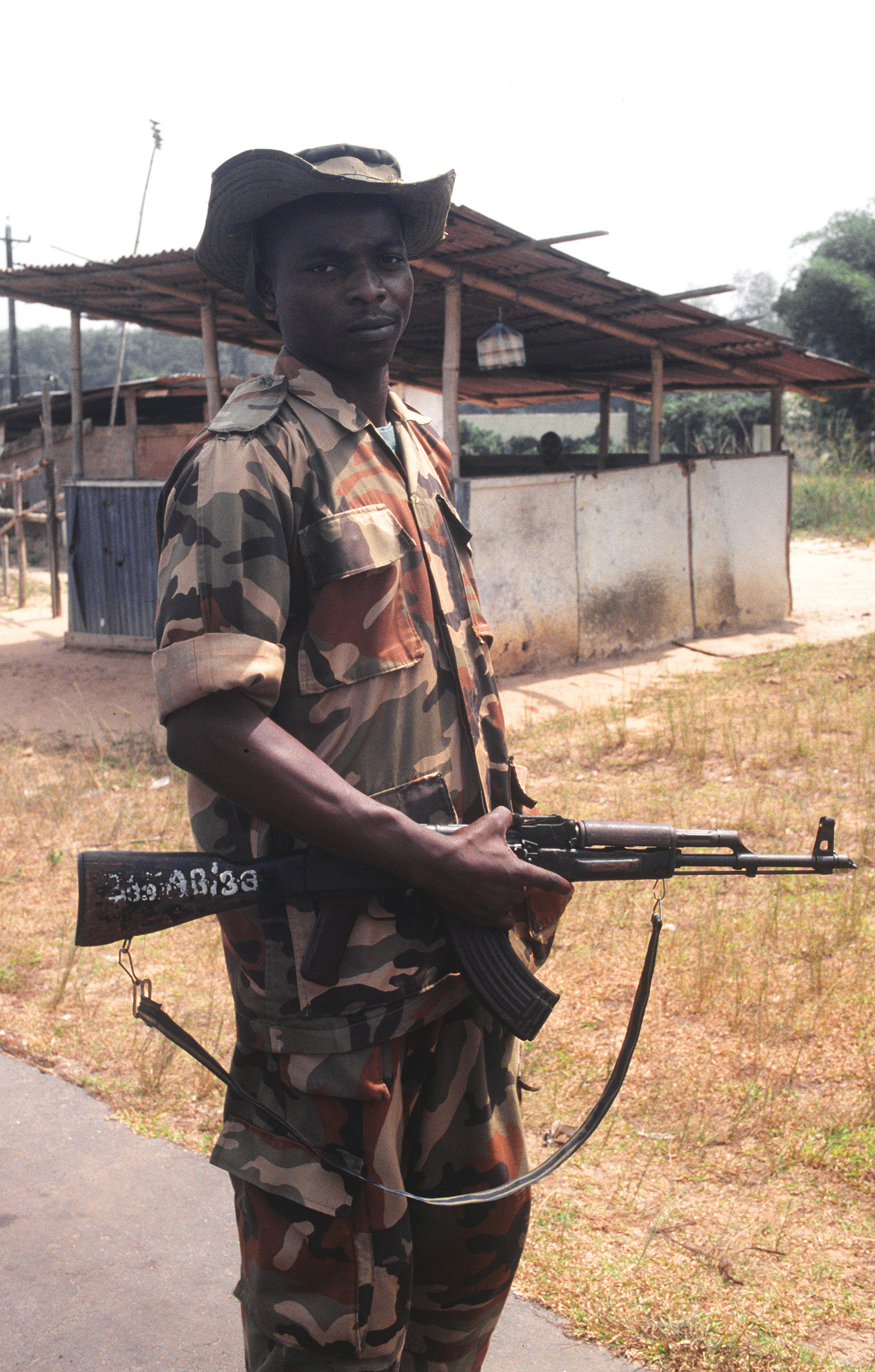
Ein nigerianischer ECOMOG-Soldat außerhalb von Monrovia, Liberia (1997)

Im Dezember 1983 kündigte das neue Regime unter Generalmajor Muhammadu Buhari an, dass Nigeria nicht mehr länger eine aktive anti-koloniale Rolle in Afrika spielen werde. Anglophone Mitglieder von ECOWAS gründeten 1990 die ECOMOG, die von der nigerianischen Armee dominiert wurde, um im Bürgerkrieg in Liberia zu intervenieren. Die Armee erwies in Liberia ihre Befähigung dazu, Kräfte in Größe einer Brigade zu mobilisieren, zu verbringen und zu unterhalten, die der Unterstützung von Friedensmissionen dienen. Kleinere Streitkräfte wurden zuvor schon zu UN- und ECOWAS-Einsätzen nach Jugoslawien, Angola, Ruanda, Somalia und Sierra Leone entsandt.
Dieser politische Standpunkt hielt Nigeria unter General Ibrahim Babangida 1990 und Sani Abacha 1997 nicht davon ab, ECOMOG-Friedenseinheiten nach Liberia und später Sierra Leone zu senden, als in diesen Ländern Bürgerkriege ausbrachen. Präsident Olusegun Obasanjo verpflichtete im August 2003 nigerianische Truppen erneut nach Liberia, auf Anforderung seitens der USA, um eine Zwischenlösung zu schaffen, bis die Einheiten der United Nations Mission in Liberia (UNMIL) im Konfliktgebiet ankämen. Charles Taylor wurde in dieser Folge entmachtet und nach Nigeria exiliert.
Im Oktober 2004 gingen nigerianische Truppen als Speerspitze der Truppen der Afrikanischen Union nach Darfur in den Sudan, um den Genozid in Darfur zu stoppen. Nigeria beansprucht, mehr als 20.000 Soldaten zu verschiedenen UN-Missionen seit 1960 beigetragen zu haben. Nigerianische Polizei und Truppen dienten in Einsätzen wie UNIPOM in Indien und Pakistan 1965, UNIFIL im Libanon 1978, der UN-Beobachtungsmission UNIIMOG, die den Iran-Irak-Konflikt 1988 befriedete, im früheren Jugoslawien 1998, in Osttimor 1999 und in der Demokratischen Republik Kongo (MONUC) 2004.
Nigerianische Offiziere dienten als Chefs der Verteidigung in anderen Ländern, mit dem Brigadegeneral Maxwell Khobe als Chef der Truppen Sierra Leones von 1998 bis 1999, und nigerianische Offiziere waren zumindest bis 2007 Kommandierende Offiziere der Streitkräfte Liberias.
Die Nigerianischen Streitkräfte beteiligen sich unter der Westafrikanische Wirtschaftsgemeinschaft mit 197 Soldaten an der ECOMIG in Gambia und mit 100 Angehörigen an der ECOMIB in Guinea-Bissau. Des Weiteren sind unter den Vereinten Nationen 3 Soldaten unter der MINUSCA, 12 Blauhelm Soldaten unter der MONUSCO, 1 Wehrdienstleistender unter der UNIFIL, 82 Soldaten und ein Feldlazarett unter der MINUSMA, 10 Wehrdienstleistende unter der UNMISS, 9 Angehörige in den Sudan und 3 Soldaten unter der MINURSO im Ausland stationiert.